# Serralunga di Crea
Serralunga di Crea (piemontesisch Seralonga 'd Crea) ist eine Gemeinde mit 496 (Stand 31. Dezember 2023) Einwohnern in der italienischen Provinz Alessandria (AL), Region Piemont.
Die Nachbargemeinden sind Cereseto, Mombello Monferrato, Pontestura, Ponzano Monferrato und Solonghello.

## Geographie
Der Ort liegt auf einer mittleren Höhe von 240 Metern über dem Meeresspiegel. Das Gemeindegebiet umfasst eine Fläche von 8,79 km².

## Sehenswürdigkeiten
Der Ort ist bekannt für den Sacro Monte di Crea (den Heiligen Berg von Crea), eine Pilgerstätte, die sich in der Nähe befindet.

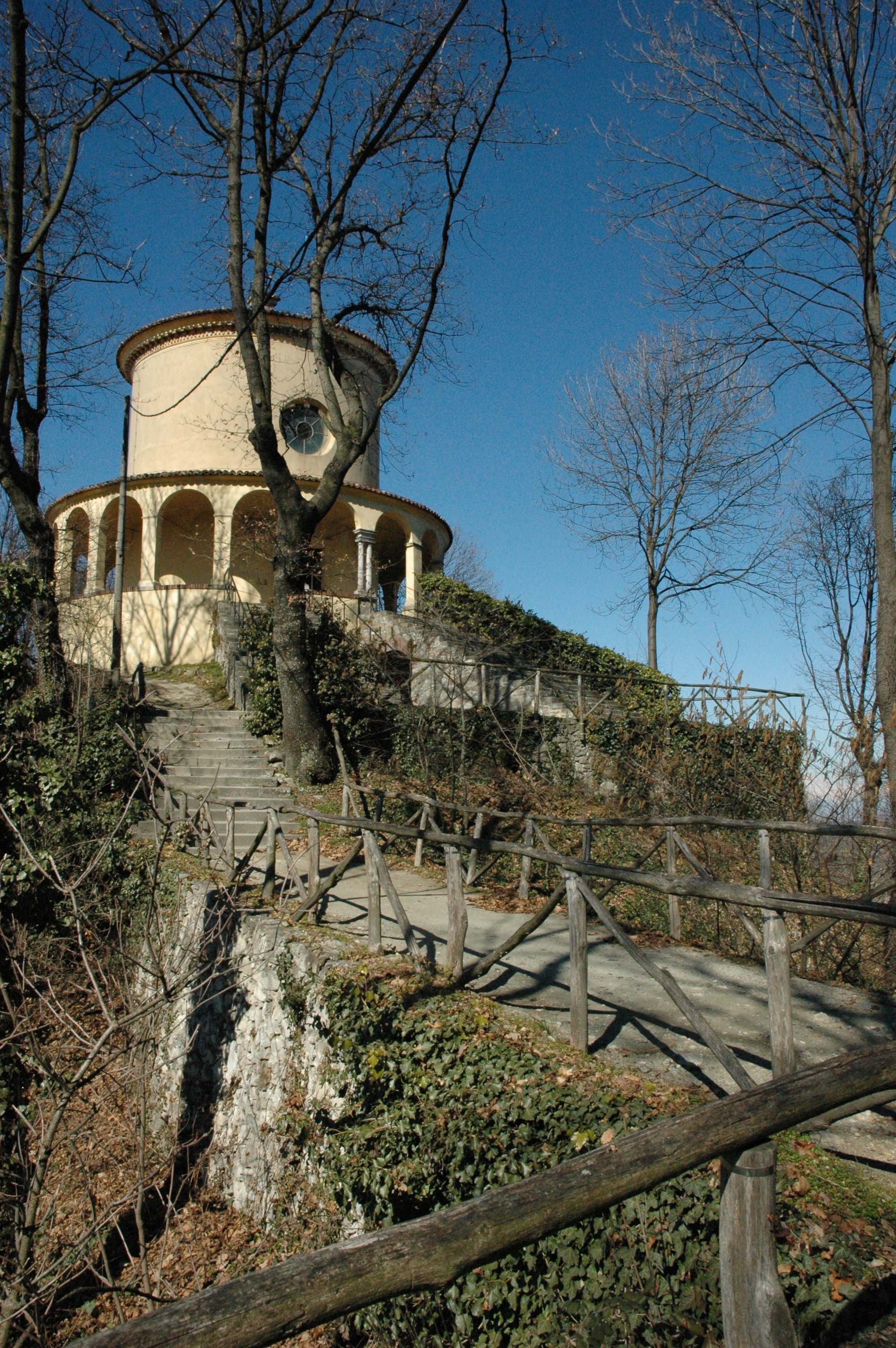
Die Paradies-Kapelle auf dem Heiligen Berg

## Kulinarische Spezialitäten
Bei Serralunga di Crea werden Reben der Sorte Barbera für den Barbera d’Asti, einen Rotwein mit DOCG Status, sowie für den Barbera del Monferrato angebaut.